# Octavian Cotescu
Octavian Cotescu (n. 14 februarie 1931, Dorohoi – d. 22 august 1985, București) a fost un actor român de succes, din generația de aur. Activitatea sa artistică cuprinde numeroase roluri interpretate în film, dar și în teatru, în principal la Teatrul Bulandra din București, unde a fost coleg cu Toma Caragiu, Ștefan Bănică, Marin Moraru, Gina Patrichi, Victor Rebengiuc, Florian Pittiș, Rodica Tapalagă, Ileana Predescu, Petrică Gheorghiu, Irina Petrescu, Ion Besoiu, Dan Nuțu. A fost totodată unul dintre interpreții preferați ai teatrului de televiziune și ai teatrului radiofonic din epocă. Activitatea de scenă a fost dublată și de o carieră didactică de profesor universitar la Institutului de Artă Teatrală și Cinematografică (IATC) "I.L. Caragiale" din București, unde a ocupat și funcția de rector în perioada 1981-1985. Printre cei mai buni studenți ai lui se numără Horațiu Mălăele, Stelian Nistor, Dan Condurache, Rosina Cambos, Maria Ploae.
Octavian Cotescu a fost deputat în Marea Adunare Națională în perioada 1975 - 1980.

## Biografie
La 14 februarie 1931 s-a născut la Dorohoi, județul Botoșani, Octavian Coteț, viitorul actor Octavian Cotescu, fiul maistrului ceferist Ilie Coteț (n. 1902) și al Anastasiei Lazăr (n. 1911). După trei ani, tatăl se mută cu serviciul la Iași. Vor locui în pavilioanele CFR, pe strada Aurora, din Copou. Bunicii dinspre tată erau țărani din comuna Miroslava, județul Iași. Octav s-a dus la ei doar de câteva ori și pentru scurt timp, în vacanțe. În schimb, verile le petrece cu mama și cu sora sa, Mioara (Maria, născută la 29 august 1934), la Botoșani, la bunicii dinspre mamă, Petru Lazăr, mecanic de locomotivă și Maria Lazăr, casnică. Locuiau pe strada Cronicar Neculce nr. 12, unde aveau o mică gospodărie cu livadă. Octav va continua să vină la Botoșani, la mătușa sa, Ecaterina Lazăr, unde își va petrece vacanțele cutreierând orașul și împrejurimile chiar și după dispariția din viață a bunicilor.
În perioada 1938—1942 a urmat, la Iași, cursurile Școlii primare din str. Toma Cozma, cartierul Aurora. După terminarea școlii primare, în anul 1942 se înscrie la Colegiul Național din Iași.
Mama se angajează telegrafistă la Gara CFR Iași. În anul 1943 părinții divorțează. În primăvară, bunicii din Botoșani și cei doi copii pleacă la Timișoara. Mama va lucra ca telegrafistă în Gara Timișoara. Primesc locuință în cartierul Fratelia. Tatăl este detașat cu serviciul la Cîineni, județul Vâlcea.
În anul 1944 - Mai mulți elevi ai Liceului Național din Iași, printre care și Octav, se înscriu la Liceul Militar, transferat de la Iași la Timișoara, urmându-l apoi la Pitești, până în vara anului 1945, când vor reveni la vechile lor școli, în urma desființării Liceului Militar. Din clasa a VI-a s-a înscris la Conservatorul de Artă Dramatică din Iași, împreună cu colegul lui Dan lordăchescu, la clasa profesoarei Gina Sandri Bulandra. A absolvit Conservatorul în 1950 după care a fost repartizat la Teatrul Municipal din București.

## Familia
Octavian Cotescu a fost căsătorit cu actrița Valeria Seciu. Alexandru Cotescu este fiul lui Octavian Cotescu și al Valeriei Seciu. Alexandru Cotescu a avut o apariție meteorică în filmul „Păcală” (1974), dar a urmat, mai târziu, calea monahală. Trăiește la Mănăstirea Vatopedu de la Muntele Athos, în Grecia, luând numele bisericesc de Daniil. A lucrat la traducerea unei importante antologii de texte liturgice și vieți ale sfinților.

## Teatru și Film

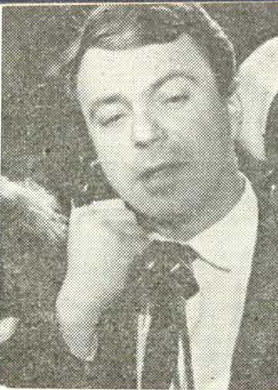
Octavian Cotescu (anii 1980)

La 12 mai 1951 a debutat pe scena Teatrului Bulandra (pe atunci Teatrul Municipal) cu rolul lui Petea din piesa de teatru Pădurea scrisă de Alexandr Ostrovski, alături de Lucia Sturdza Bulandra, Jules Cazaban, Ștefan Ciobotăraș și împreună cu o debutantă: Ileana Predescu. A colaborat cu Teatrul Mic din București și cu teatre din provincie, din Satu Mare sau Oradea. În 1960 a debutat cinematografic cu rolul Sublocotenentul Dragu din pelicula Portretul unui necunoscut de Gheorghe Turcu si Andrei Călărașu.
| An         | Rol         | Piesa                    | Dramaturg           | Regizor               |
| ---------- | ----------- | ------------------------ | ------------------- | --------------------- |
| 1958       | Bertrand    | Sfânta Ioana             | George Bernard Shaw | Liviu Ciulei          |
| 1960       | Tom         | Menajeria de sticlă      | Tennessee Williams  | Dinu Negreanu         |
| 1962       | Gogu        | Proștii sub clar de lună | Teodor Mazilu       | Lucian Pintilie       |
| 1966       | Nae Girimea | D-ale carnavalului       | Ion Luca Caragiale  | Lucian Pintilie       |
| 1970       | Iordache    | Acești nebuni fățarnici  | Teodor Mazilu       | Emil Mandric          |
| 1972; 1979 | Cațavencu   | O scrisoare pierdută     | Ion Luca Caragiale  | Liviu Ciulei          |
| 1972       |             | Revizorul                | Nikolai Gogol       | Lucian Pintilie       |
| 1974       |             | Chițimia                 | Ion Băieșu          | Alexandru Tatos       |
| 1976       |             | Interviu                 | Ecaterina Oproiu    | Cătălina Buzoianu     |
| 1977       |             | Anecdote provinciale     | Alexander Vampilov  | Valeriu Moisescu      |
| 1978       |             | Unchiul Vania            | Anton Cehov         | Laurențiu Azimioară   |
| 1979       |             | Minetti                  | Thomas Bernhard     | Anca Ovanez-Doroșenco |
| 1980       |             | Maestrul și Margareta    | Mihail Bulgakov     | Cătălina Buzoianu     |
| 1982       |             | Tartuffe                 | Moliere             | Alexandru Tocilescu   |
| 1982       |             | Cabala bigoților         | Mihail Bulgakov     | Alexandru Tocilescu   |

## Filmografie
- Iubirea e un lucru foarte mare (miniserial TV, 1962)
- O dragoste lungă de-o seară (1963)
- Cartierul veseliei (1964)
- Diminețile unui băiat cuminte (1967)
- Balul de sîmbătă seara (1968) - Toma
- Vin cicliștii (1968) - naratorul
- Castelul condamnaților (1970) - Costăchel
- Asediul (1971)
- De ochii lumii (1971) (TV)
- Atunci i-am condamnat pe toți la moarte (1972)
- Puterea și adevărul (1972)
- Drum în penumbră (1972)
- Bariera (1972)
- Proprietarii (1973)
- Tăticul (1974) (TV)
- Capcana (1974)
- Bălcescu (1974)
- Păcală (1974) - perceptorul
- Tatăl risipitor (1974)
- Muntele ascuns (1975)
- Toamna bobocilor (1975) - naratorul
- Cercul magic (1975)
- Un orfelin iubea o orfelină (1976) (TV)
- Gloria nu cântă (1976)
- Operațiunea Monstrul (1976) - Eugen
- Instanța amînă pronunțarea (1976)
- Bunicul și doi delincvenți minori (1976) - Bunicul
- Serenadă pentru etajul XII (1976) - profesorul universitar poreclit „Balaurul”
- Tufă de Veneția (1977)
- Iarna bobocilor (1977) - naratorul
- Iarba verde de acasă (1977) - inspectorul
- Împușcături sub clar de lună (1977) - Beldea
- Războiul independenței (serial TV, 1977)
- Eu, tu, și... Ovidiu (1978)
- Aurel Vlaicu (1978)
- Din nou împreună (1978)
- Clipa (1979)
- Vacanță tragică (1979)
- Omul care ne trebuie (1979) - directorul trustului de construcții
- Blestemul pămîntului – Blestemul iubirii (1980) - învățătorul Zaharia Herdelea
- Bietul Ioanide (1980)
- Șantaj (1981)
- Castelul din Carpați (1981) - impresarul
- Saltimbancii (1981) - Cezar Marcelloni
- O scrisoare pierdută (spectacol TV, 1982) - Nae Cațavencu
- Înghițitorul de săbii (1982)
- Calculatorul mărturisește (1982)
- Un saltimbanc la Polul Nord (1982) - Cezar Marcelloni
- Rămân cu tine (1982)
- Aventură sub pământ (1982) (TV)
- Singur de cart (1983)
- Miezul fierbinte al pâinii (1983)
- Buletin de București (1983) - Costică Popescu
- O lebădă iarna (1983) - Vasile Mirea
- Fram (serial TV, 1983)
- Escapada (1983)
- Prea cald pentru luna mai (1984)
- Secretul lui Bachus (1984)
- Sosesc păsările călătoare (1985)
- Căsătorie cu repetiție (1985) - Costică Popescu
- O clipă de răgaz (1986)

## Distincții
- Medalia Muncii (25 decembrie 1957) „cu prilejul împlinirii a zece ani de activitate a Teatrului Municipal din București, pentru merite deosebite în activitatea artistică”[11]
- Ordinul Muncii clasa a III-a (10 august 1964) „pentru merite deosebite în opera de construire a socialismului, cu prilejul celei de a XX-a aniversări a eliberării patriei”[12]
- Ordinul Meritul Cultural clasa a III-a (6 noiembrie 1967) „pentru merite deosebite în domeniul artei dramatice”[13]